# Haiti na Letnich Igrzyskach Olimpijskich 1988
Haiti na Letnich Igrzyskach Olimpijskich 1988 było reprezentowane przez 4 sportowców.

## Skład kadry

### Lekkoatletyka
Mężczyźni
- Claude Roumain

100 metrów - odpadł w eliminacjach
200 metrów - odpadł w eliminacjach
- Dieudonné Lamothe - maraton - 20. miejsce

Kobiety
- Deborah Saint Phard - pchnięcie kulą - 19. miejsce

### Tenis ziemny
Mężczyźni
- Ronald Agénor - 33. miejsce